# كريستال سيليست غرانت
كريستال سيليست غرانت (بالإنجليزية: Crystal Celeste Grant)‏ مواليد 20 سبتمبر 1980 في هيوستن، هي ممثلة أمريكية بدأت مسيرتها الفنية عام 1991.

## وصلات خارجية
- كريستال سيليست غرانت على موقع IMDb (الإنجليزية)
- كريستال سيليست غرانت على موقع قاعدة بيانات الفيلم (الإنجليزية)